# Emilio Rodríguez Larraín
Emilio Florentino Rodríguez Larraín (Lima, 22 de octubre de 1871-Miraflores, 16 de octubre de 1967) fue un político peruano.

## Biografía
Nació en Lima el 22 de octubre de 1871, siendo hijo de Manuel Rodríguez y Emilia Larraín. Hizo sus estudios de instrucción media, sucesivamente en el seminario de Santo Toribio y en el Colegio Nacional de Nuestra Señora de Guadalupe. Luego estudió derecho en la Universidad de San Marcos en 1891 y optó el grado de doctor en jurisprudencia obteniendo a la vez el título de abogado en 1900. Durante sus estudios facultativos desempeñó la superintendencia de la Bolsa Mercantil y la secretaría de la Cámara de Comercio de Lima cuando Manuel Candamo fue presidente de esta institución.
En 1896 se casó con Isabel Pendergast Price con quien tuvo quince hijos. En 1901, durante el gobierno de Eduardo López de Romaña, ingresó por consejo especial de Manuel Candamo en la función administrativa del país aceptando la comisión gubernamental de Visitador General de Hacienda, con el fin de estudiar y controlar el estado económico financiero de las Juntas Departamentales, Municipios, Sociedades Públicas de Beneficencia, Tesorerías Fiscales y Colegios Nacionales. Esa comisión le permitió recorrer la casi totalidad del territorio nacional, excepto el puerto amazónico de Iquitos.
Por aquella época, durante una estada en Lima, la Compañía Nacional de Recaudación le confió el difícil encargo de organizar la importante sección de recaudo de las rentas departamentales del Perú. Poco después de que Manuel Candamo asumiera la presidencia de la República, en septiembre de 1903, fue nombrado prefecto del departamento de Huancavelica, permaneciendo en el cargo durante un año. A fines de 1904, lo designó para la prefectura del departamento de Huánuco, circunscripción que era el núcleo político del doctor Augusto Durand, jefe del Partido Liberal, tenaz opositor de las candidaturas de Candamo y Pardo en 1903 y 1904 respectivamente. 
En 1906 reasumió la visitaduría general de Hacienda hasta junio de 1909, en que el presidente de la República Augusto B. Leguía le llamó para hacerlo su secretario privado, acompañándole hasta la terminación de su período presidencial el 24 de setiembre de 1912. Continuó como secretario privado del presidente Guillermo Billinghurst, por dos meses, siendo en seguida nombrado como Encargado de Negocios del Perú en la República de Panamá, cargo diplomático que desempeñó dignamente hasta noviembre de 1913.
El 4 de enero de 1914, aceptó la dirección de administración a la que renunció el 3 de febrero; pero la renuncia no le fue admitida por la Junta de Gobierno instalada el 4 de febrero, continuando en el ejercicio de sus funciones administrativas hasta el 18 de agosto de 1915 fecha en la cual el cambio de gobierno lo determinó a permanecer al margen de la función pública, abriendo su bufete profesional de abogado.
Desde principios de 1917, fue uno de los iniciadores en el país de la candidatura de Augusto B. Leguía a la presidencia de la República para el período gubernamental 1919 a 1923. Participó en el movimiento político de la madrugada del 4 de julio de 1919, que llevó al poder a don Augusto B. Leguía, siendo elegido en agosto de ese año diputado nacional por las provincias de Huánuco y Ambo a la asamblea constituyente. Luego se mantuvo como diputado ordinario hasta 1924, durante gran parte del Oncenio de Leguía.